# Трекінг реклами
Трекінг (відстеження) реклами, також відоме як відстеження ефективності реклами або в англомовних джерелах post-testing — це маркетингове дослідження, яке відстежує ефективність впливу реклами не її аудиторію, зокрема поінформованість споживачів про бренд і його рекламу, випробування та використання продукту, а також ставлення до бренду порівняно з конкурентами.
Одним із поширених методів посттрекінгу, особливо коли йдеться про офлайн-рекламу, є опитування (інтерв'ю). Залежно від швидкості циклу купівлі в ніші, дослідження може здійснюватися безперервно, по кілька інтерв’ю щотижня, або воно може бути «імпульсним», коли інтерв’ю проводяться періодично (наприклад, кожні три або шість місяців). Інтерв’ю можна проводити або з окремими відповідними вибірками споживачів, або з однією групою, яка опитується протягом певного часу (лонгітюдне дослідження).
Маючи інформацію про результати інтерв'ю, а також час запуску реклами, тривалість кожного флайту й інвестовані в рекламу гроші, можна робити висновок про ефективність кампанії, повернення інвестицій в неї та динаміку поширення інформації про бренд.
Якщо ж йдеться про діджитал-кампанії, рекламодавці покладаються на логування, тобто на інформацію, яку збирає постачальник реклами в процесі показу.

## Мета трекінгу реклами
Відстеження ефективності реклами потрібно, щоб вимірювати ефективність кожного окремого аспекту просування, як-то різноманітних таргетингів, місць розміщення, креативу, часу показу тощо. Знаючи ефективність цих параметрів, рекламодавці можуть оптимізовувати подальші маркетингові активності, робити їх більш ефективними. Рекламодавці використовують результати відстеження реклами, щоб оцінити рентабельність інвестицій (ROI) у рекламу та вдосконалити рекламні плани. 

## Методології рекламного трекінгу
Деякі дослідження відстеження реклами проводяться безперервно, а інші проводяться в певні моменти часу (фокус-група перед тим, як реклама з’явиться на ринку, і бренд-ліфт після показу). Ці два підходи використовують різні типи аналізу, хоча обидва починаються з вимірювання поінформованості про рекламу. Як правило, респонденту показують або коротку частину реклами, або кілька пам’ятних нерухомих зображень із телевізійної реклами.
Інший метод дослідження передбачає показ брендових або дебрендованих рекламних креативів, після чого респонденти відповідають на подібні запитання.
1. Чи впізнаєте ви це оголошення? (вимірювання запам'ятовуваності креативу)
2. Чиє це оголошення? (вимірювання пізнаваності без варіантів вибору)
3. Оберіть із наведеного нижче списку спонсора цієї реклами. (допоміжне вимірювання пізнаваності)

Дизайн безперервного відстеження аналізує обізнаність про рекламу з часом у зв’язку з витратами на рекламу; окремо це дослідження відстежує впізнаваність бренду та розробляє індекси ефективності на основі кореляції між витратами на рекламу та впізнаваністю бренду.
Іншим альтернативним підходом до безперервного відстеження ефективності реклами є поздовжній дизайн системи Communicants, за якого одні й ті самі люди опитуються в два моменти часу. Зміни показників бренду (наприклад, купівля або майбутні наміри щодо покупки), які демонструються серед тих, хто бачив рекламу, порівнюються зі змінами показників бренду, які відбулися серед тих, хто не бачив рекламу. За допомогою цього методу дослідники можуть відокремити зміни на ринку, спричинені рекламою, від тих, які відбулися б без реклами.

## Відстеження реклами в інтернеті
Існує кілька багато інструментів для відстеження онлайн-реклами, залежно від її виду та місця розміщення (банерна реклама, платний пошук, відеореклама та інші). Зазвичай рекламні кабінети пропонують власні служби для рекламного трекінгу й надають власні звіти про ефективність. Відповідні звіти є в Google Ads, Meta Ads, Display & Video 360, Spotify, Viber та інших. Також існують інструменти для оцінки ефективності різноманітних рекламних джерел, наприклад, Google Analytics, яка оцінює весь трафік на сайті й в додатках, в тому числі рекламний. 
Рекламні підрядники та агентства серед іншого надають послуги відстеження реклами. Також рекламодавці можуть створювати власні дашборди чи інші інструменти для відстеження ефективності діджитал-реклами від показу реклами до прибутку від клієнта. Така інформація допомагає маркетологу оцінити, які методи реклами приносять дохід, а які ні, і дозволить йому ефективно розподілити бюджет.

## Метрики
Ось список деяких даних, які збирають для відстеження ефективності реклами:
- Top of mind awareness
- Unaided brand awareness
- Aided brand awareness
- Brand fit
- Brand image ratings
- Brand trial
- Engagement/ involvement
- Repeat purchase
- Frequency of use
- Price perceptions
- Unaided advertising awareness
- Aided advertising awareness
- Unaided advertising message recall
- Aided advertising message recall
- Aided commercial recall
- Ad wear out
- Promotion awareness and usage
- Purchase intention
- Market segment characteristics
- Media habits
- Lifestyle/Psychographics
- Demographics

## Подальше читання
- Зефф, Роббін (1999). Реклама в Інтернеті, 2-е видання. Джон Вайлі та синиISBN 978-0-471-34404-9
- Лінктрек (2008). "Рекламний трекер: визначення та використання" .
- Каушик, Авінаш (2009). Веб-аналітика 2.0: Мистецтво онлайн-підзвітності та наука клієнтоорієнтованості Sybex.
- Раві Патак і Зігфрід Степке (2014). «Вебінар: розуміння впливу телевізійної реклами на трафік веб-сайту» .